# Ituzaingó (Buenos Aires)
Pour les articles homonymes, voir Ituzaingó.
Ituzaingó est une localité argentine située dans le partido homonyme, dans la province de Buenos Aires. Elle est considérée comme « le jardin de l'Ouest » (El Jardín del Oeste) et est également connue pour ses grands espaces verts, ses zones résidentielles boisées et ses rues tranquilles. Des bosquets de feuillus coexistent dans tous les quartiers résidentiels de la ville, et le Parque Leloir, l'une des plus grandes zones écologiques protégées de la province, se distingue parmi eux.

## Toponymie
La signification du nom provient de la langue guarani. I (Y) signifie « cascade » ou « chute d'eau », Tu (Ty) signifie « abondant » ou « beaucoup », Zaingo (Saingo) signifie « suspendu » ou « tombant ». Cela permet d'interpréter son nom littéralement comme une chute d'eau ou une cascade. Il fait référence au río Santa Marta, situé au Brésil, où, le 20 février 1827, l'Argentine a livré bataille contre l'Empire brésilien, qui s'est soldée par la victoire du peuple argentin. De nombreuses rues d'Ituzaingó portent le nom des personnes qui ont combattu dans la bataille contre l'Empire brésilien.

## Démographie
La localité comptait 167 824 habitants (Indec) en 2010, et possède l'un des taux de criminalité les plus bas du Grand Buenos Aires. Le partido homonyme dispose également de plus de 128 caméras de sécurité réparties dans tout le partido.

## Dans la littérature
La ville est mentionnée à plusieurs reprises dans le roman Hotel Tandil de l'écrivain chilien Andrés Nazarala, en relation avec l'œuvre du réalisateur et scénariste indépendant argentin Raúl Perrone. Il déclare dans l'un de ses chapitres : « Si nous parlons de la Rome de Fellini, du Paris de Truffaut ou du New York de Scorsese, nous pouvons également nous référer à l'Ituzaingó de Perrone. La différence est que celle de Fellini n'est qu'une des nombreuses Romes que le cinéma a dépeintes - une Rome très différente de celle de Rosellini ou d'Antonioni, par exemple - tandis qu'Ituzaingó n'a pas d'autre regard. Ituzaingó est Perrone. »